# Удевала
Удевала (швед. Uddevalla) град је у Шведској, у југозападном делу државе. Град је у оквиру Вестра Јеталанд округа, где је пети град по значају. Удевала је истовремено и седиште истоимене општине.

## Природни услови
Град Удевала се налази у југозападном делу Шведске и Скандинавског полуострва. Од главног града државе, Стокхолма, град је удаљен 440 км западно. Од првог већег града, Гетеборга, град се налази 85 км северно.
Рељеф: Удевала се развила на крају омањег залива, дела Скагерака. Градско подручје је веома покренутог тла, са надморском висином од 0 до преко 100 м.
Клима у Удевали је континентална са утицајем мора и крајњих огранака Голфске струје. Стога су зиме блаже, а лета свежија у односу на дату географску ширину.
Воде: Удевала је смештена на крају омањег залива, дела Скагерака, великог залива Северног мора. Градско језгро се о0бразовало око ушћа омање реке у залив.

## Историја
Подручје Удевале било је насељено још у време праисторије. Насеље, које се образовало у средњем веку, добило је градска права 1498. године.
Током следећа три века град, будући смештен на граници Шведске, Данске и Норвешке, доживео је више пута освајања и паљења. Коначно, Миром у Роскилдеу 1658. године град постаје шведски, што траје до дан-данас.
Међутим, бурна историја утицаја је да град све до краја 19. века назадује. Коначно, тада почиње индустријализација, што је донело благостање месном становништву.

## Становништво
Удевала је данас град средње величине за шведске услове. Град има око 31.000 становника (податак из 2010. г.), а градско подручје, тј. истоимена општина има око 52.000 становника (податак из 2012. г.). Последњих деценија број становника у граду лагано расте.
До средине 20. века Удевала су насељавали искључиво етнички Швеђани. Међутим, са јачањем усељавања у Шведску, становништво града је постало шароликије.

## Привреда
Данас је Удевала савремени град са посебно развијеном индустријом (некада велико бродоградилиште). Она је данас све мањег значаја. Са друге стране, последње две деценије посебно се развијају трговина, услуге и туризам.

## Галерија
- Кунгсгатан, градска пешачка улица
- Главна градска црква
- Градско читалиште
- Музеј Бохуслена